# Darázs (Horvátország)
Darázs (horvátul: Draž) községközpont és falu Horvátországban, Eszék-Baranya megyében.

## A község (járás) települései
Darázs község (járás) önkormányzatához a következő falvak tartoznak:
- Kiskőszeg (Batina)
- Darázs (Draž)
- Dályok (Duboševica)
- Izsép (Topolje)
- Hercegmárok (Gajić)
- Nagybodolya (Podolje)

## Fekvése
Eszéktől légvonalban 32, közúton 44 km-re északra, a Drávaszög északi részén, a Karasica partján, közel a magyar-szerb-horvát hármashatárhoz, Kiskőszeg és Hercegmárok közt fekszik.
A község területét északon Magyarország, keleten Szerbia, délről Hercegszöllős, délnyugaton Baranyabán község határolja.

## Története
A régészeti leletek tanúsága szerint területe már az őskorban lakott volt. A falu keleti szélén, a Báni-hegységnek a régi Dunaág felé lejtő északi lejtőin az 1986-os régészeti terepbejárás során a szakemberek őskori és középkori kerámiákat találtak. A lelőhely északi széle a Darázsról Kiskőszegre menő mezei úttal határos. A felszínen gyűjtött kerámia őskori és középkori településkomplexum meglétét jelzi, melynek kedvező volt a földrajzi fekvése. A középkori kerámia valamivel nagyobb mennyiségben van jelen, mint az őskori, tehát feltételezhető, hogy itt egykor egy kisebb középkori település létezett.
Darázs település első írásos említése 1263-ban történt. 1450-ben „Daras”, 1497-ben „Daraas” alakban említik a korabeli forrásokban. 1450-ben 15 jobbágyportával rendelkezett, a szekcsői Herczeg család birtoka volt. 1526-ban a közelgő háborús vész hatására elnéptelenedett.
A térség 1687-ben szabadult fel a török uralom alól. Ezt követően Boszniából jelentős számú sokác lakosság települt ide. A felszabadítás után a bellyei uradalom része lett, melyet hadi érdemeiért királyi adományként Savoyai Jenő herceg kapott meg. Savoyai 1736-os halála után, miután örököse nem volt, a birtok a kamarára szállt. Mária Terézia 1780. május 5-én leányának, Mária Krisztina ausztriai főhercegnőnek és férjének, Szász-Tescheni Albert hercegnek adományozta. Miután ők is gyermektelenek voltak, a birtokot Károly Lajos főherceg örökölte. Károly örököse fia, Albrecht lett, majd halála után Albrecht testvérének fia, Frigyes lett a következő ura, egészen az első világháborúig.
Az 1910-es népszámláláskor 2259 lakosa volt, ebből 1442 fő sokác, 781 magyar, 33 német volt. A népességből 2192 római katolikus, 39 görögkeleti ortodox volt. A trianoni békeszerződésig Baranya vármegye Baranyavári járásához tartozott. Az első világháború után az új szerb-horvát-szlovén állam, majd később (1929-ben) Jugoszlávia része lett. Nevét a délszláv hatóságok Darázsról Dražra szlávosították. 1941 és 1944 között ismét Magyarországhoz tartozott, majd a háború után ismét Jugoszlávia része lett. 1991 óta a független Horvátországhoz tartozik. 1991-ben lakosságának 68%-a horvát, 25%-a magyar, 3%-a jugoszláv nemzetiségű volt. A horvátországi háború elején szerb megszállás alá került, ekkor a horvátok menekültek el, majd a horvát erők győzelme után a szerbek költöztek el Szerbiába. A településnek 2011-ben 505 lakosa volt.

## Gazdaság
A településen hagyományosan a mezőgazdaság és az állattartás képezi a megélhetés alapját.

## Népessége
| Lakosság változása | Lakosság változása | Lakosság változása | Lakosság változása | Lakosság változása | Lakosság változása | Lakosság változása | Lakosság változása | Lakosság változása | Lakosság változása | Lakosság változása | Lakosság változása | Lakosság változása | Lakosság változása | Lakosság változása | Lakosság változása |
| ------------------ | ------------------ | ------------------ | ------------------ | ------------------ | ------------------ | ------------------ | ------------------ | ------------------ | ------------------ | ------------------ | ------------------ | ------------------ | ------------------ | ------------------ | ------------------ |
| 1857               | 1869               | 1880               | 1890               | 1900               | 1910               | 1921               | 1931               | 1948               | 1953               | 1961               | 1971               | 1981               | 1991               | 2001               | 2011               |
| 1.773              | 1.817              | 1.882              | 2.129              | 2.238              | 2.259              | 3.105              | 1.844              | 1.468              | 1.407              | 1.365              | 1.185              | 910                | 840                | 623                | 505                |

A községnek 3356 lakosa van (2001-es adat), ebből 26% magyar, 3% szerb, a többi horvát nemzetiségű.

## Nevezetességei
- Szent Borbála tiszteletére szentelt római katolikus plébániatemploma[7] 1839-ben épült barokk-klasszicista stílusban, a faluban egy kisebb magaslatra. Egyhajós épület félköríves apszissal. A templom előtti tágas platón egy 18. századi kőkereszt áll. A templom a horvátországi háború idejében súlyos károkat szenvedett.
- A Jézus szíve templom a Báni-hegy északi oldalán található katolikus templom, amely az első világháború előtt épült Újlaki Kornél Dezső plébános kezdeményezésére. A kegytemplom kiemelten fontos Darázs község magyarjainak életében. A Darázs–Hercegmárok Hagyományőrző Egyesület is itt tartja meg minden év júniusában a Jézus szíve-napi szentmisét a HMDK-val közösen, mely mára az egyik legfontosabb rendezvényévé vált.[8]
- Kisboldogasszony kápolna

## Kultúra
- A község már 1907-ben adományból 137 kötetes népkönyvtárat kapott. A helyi Polgári Olvasókör 1911-ben alakult és 1914-ig működött.
- A Darázs–Hercegmárok Magyar Hagyományőrző Egyesület 2013-ban alakult. Az egyesület Darázs község magyarjait hivatott közösségbe tömöríteni. 2015-ben rendezték meg először a magyar hagyományok szemléjét, melynek keretében tárlatot nyitottak a helyi asszonyok által készített kézimunkákból, a kultúrműsorban pedig magyar tánccsoportok és kórusok léptek színpadra. Ennek a rendezvénynek az utódja a Darázsi Magyar Est.[9]

## Oktatás
Darázsnak Hercegmárokkal közösen már 1738-ban volt iskolája, de tanterem hiányában a tanítás még a tanító szobájában történt. Az egytantermes iskola 1846-ban épült fel. Az 1864/65-ös tanévben a római katolikus elemi altanoda már két tanteremmel rendelkezett és a két település közös tulajdonát képezte. Az épület állapota meglehetősen rossz volt. Az épületet az 1876-os árvíz annyira megrongálta, hogy 1878-ban újjá kellett építeni. Időközben Hercegmárok saját iskolát épített és különvált a darázsi iskolától. A darázsi iskolát a nagy tanulói létszám miatt 1888-ban egy tanteremmel meg kellett bővíteni. Ma a településen nyolcosztályos általános iskola működik. Területi iskolái Dályok, Izsép és Kiskőszeg településeken működnek.

## Híres szülöttei
- Baranyai-Bosnyák István jugoszláviai magyar író.
- Kontra Ferenc (1958–) József Attila-díjas költő, író, műfordító.